# Kanton Marmande-1
Der Kanton Marmande-1 ist seit 2015 ein französischer Wahlkreis im Arrondissement Marmande, im Département Lot-et-Garonne und in der Region Nouvelle-Aquitaine; sein Hauptort ist Marmande. 

## Gemeinden
Der Kanton besteht aus zehn Gemeinden und Gemeindeteilen mit insgesamt 18.460 Einwohnern (Stand: 1. Januar 2022) auf einer Gesamtfläche von 152,25 km²:
| Gemeinde                 | Einwohner 1. Januar 2022 | Fläche km² | Dichte Einw./km² | Code INSEE | Postleitzahl |
| ------------------------ | ------------------------ | ---------- | ---------------- | ---------- | ------------ |
| Beaupuy                  | 1.678                    | 8,17       | 205              | 47024      | 47200        |
| Cocumont                 | 1.110                    | 25,44      | 44               | 47068      | 47250        |
| Couthures-sur-Garonne    | 366                      | 6,98       | 52               | 47074      | 47180        |
| Gaujac                   | 241                      | 7,33       | 33               | 47108      | 47200        |
| Marcellus                | 874                      | 11,77      | 74               | 47156      | 47200        |
| Marmande                 | 8.517                    | 24,17      | 352              | 47157      | 47200        |
| Meilhan-sur-Garonne      | 1.330                    | 28,62      | 46               | 47165      | 47180        |
| Montpouillan             | 817                      | 12,07      | 68               | 47191      | 47200        |
| Sainte-Bazeille          | 3.183                    | 20,67      | 154              | 47233      | 47180        |
| Saint-Sauveur-de-Meilhan | 344                      | 7,03       | 49               | 47277      | 47180        |
| Kanton Marmande-1        | 18.460                   | 152,25     | 121              | 4713       | –            |

1. ↑   Nur der westliche Teil der Gemeinde, der Rest gehört zum Kanton Marmande-2.